# Tenakee Springs
Tenakee Springs és una població dels Estats Units a l'estat d'Alaska. Segons el cens del 2007 tenia 93 habitants.

## Demografia
Segons el cens del 2000, Tenakee Springs tenia 104 habitants, 59 habitatges, i 28 famílies La densitat de població era de 2,9 habitants/km².
Dels 59 habitatges en un 16,9% hi vivien nens de menys de 18 anys, en un 39% hi vivien parelles casades, en un 5,1% dones solteres, i en un 52,5% no eren unitats familiars. En el 47,5% dels habitatges hi vivien persones soles el 13,6% de les quals corresponia a persones de 65 anys o més que vivien soles. El nombre mitjà de persones vivint en cada habitatge era d'1,76 i el nombre mitjà de persones que vivien en cada família era de 2,46.
Per edats la població es repartia de la següent manera: un 13,5% tenia menys de 18 anys, un 5,8% entre 18 i 24, un 23,1% entre 25 i 44, un 42,3% de 45 a 60 i un 15,4% 65 anys o més.
L'edat mediana era de 47 anys. Per cada 100 dones de 18 o més anys hi havia 109,3 homes.
La renda mediana per habitatge era de 33.125 $ i la renda mediana per família de 41.250 $. Els homes tenien una renda mediana de 38.125 $ mentre que les dones 26.250 $. La renda per capita de la població era de 20.482 $. Aproximadament el 9,1% de les famílies i l'11,8% de la població estaven per davall del llindar de pobresa.

## Poblacions més properes
El següent diagrama mostra les poblacions més properes.